# Ламбро Караджов
Ламбро Иванов Караджов е български революционер, деец на Вътрешната македоно-одринска революционна организация.

## Биография
Караджов е роден в 1883 година в костурското село Дъмбени, тогава в Османската империя, днес Дендрохори, Гърция. В 1900 година влиза във ВМОРО и пренася писма и оръжие на Организацията. В 1902 година е заподозрян от властите и е принуден да бяга в Гърция, където работи като зидар и продължава да се занимава с революционна дейност, като провежда революционери за Македония. В 1905 година попада в полезрението и на гръцките власти и бяга с параход в Свободна България.
След Младотурската революция в 1908 година се връща в Дъмбени, където се жени. В 1910 година заминава на гурбет в Америка и там участва в дейността на македонобългарските емигрантски организации.
При избухването на Балканската война в 1912 година откликва на позива на Пандо Сидов и Трайко Тодоров за записване на доброволци и се записва доброволец. Заедно с още 63 души пристига в Гърция и участва в действията на Костурската съединена чета, която заедно с милиция дава голямо сражение на османците при Капещица. След установяването на гръцката власт в Костурско на два пъти е арестуван и измъчван под предлог, че крие оръжие.
В 1914 годи емигрира в Свободна България и се установява в Пловдив.
На 2 март 1943 година подава молба за българска народна пенсия, която е одобрена и пенсията е отпусната от Министерския съвет на Царство България.